# Station Causeland
Causeland is een spoorwegstation van National Rail in Causeland, Caradon in Engeland. Het station is eigendom van Network Rail en wordt beheerd door Great Western Railway. 